# Rodolfo Tito de Moraes
Rodolfo Tito de Moraes (5 de marzo de 1997) es un futbolista brasileño que juega como defensa en el Figueirense F. C.

## Trayectoria

### Clubes
| Club                              | País   | Año       |
| --------------------------------- | ------ | --------- |
| C. A. Metropolitano               | Brasil | 2016-2023 |
| Atlético Itapemirim (cedido)      | Brasil | 2017      |
| Boa Esporte (cedido)              | Brasil | 2018      |
| CEOV Operário (cedido)            | Brasil | 2018      |
| Montedio Yamagata (cedido)        | Japón  | 2019      |
| Zweigen Kanazawa (cedido)         | Japón  | 2020-2021 |
| Internacional de Limeira (cedido) | Brasil | 2022      |
| Ferroviária (cedido)              | Brasil | 2023      |
| Ypiranga F. C. (cedido)           | Brasil | 2023      |
| Figueirense F. C.                 | Brasil | 2024-     |